# De Smet de Naeyer
de Smet, vanaf 1876 de Smet de Naeyer, was een notabele Gentse familie, van wie drie broers in de erfelijke adel werden opgenomen.

## Eugène de Smet de Naeyer
- Eugène de Smet de Naeyer (Gent, 4 juni 1813 - 15 januari 1904), ondervoorzitter van de Kamer van Koophandel in Gent, was, zoals zijn broers, een zoon van Jean de Smet, provincieraadslid voor Oost-Vlaanderen, en van Reine-Eugénie de Naeyer. Hij trouwde in Gent in 1840 met Eugénie Leirens (1818-1909). Ze kregen vijf kinderen, maar zonder verdere afstamming. In 1876 kreeg hij vergunning om de familienaam uit te breiden met De Naeyer, de naam van zijn moeder, van wie de familie was uitgedoofd.
  - Paul de Smet de Naeyer (1843-1913), industrieel, volksvertegenwoordiger en senator, minister van financies en openbare werken, kreeg de titel graaf. Hij trouwde met Marie Morel de Westgaver (1843-1931). Het echtpaar bleef kinderloos.

## Frédéric de Smet de Naeyer
- Frédéric Joseph de Smet de Naeyer (Gent, 6 juni 1822 - 27 maart 1912) trouwde in 1861 in Gent met Esther Speelman (1838-1925). In 1886 werd hij opgenomen in de Belgische adel. De toevoeging de Naeyer aan de familienaam bekwam hij door beschikkingen van de rechtbank van eerste aanleg in Gent, in 1878 en 1881.
  - Maurice de Smet de Naeyer (1862-1941) trouwde in Luik in 1887 met Berthe de Thier Nagelmackers (1865-1951). Ze hadden een enige dochter.
  - Henri de Smet de Naeyer (1878-1914) trouwde in Lier in 1908 met Yvonne Cools (1888-1967). Ze hadden een enige dochter, Yolande de Smet de Naeyer (1910-1992), die trouwde met de Belgische ambassadeur Yves Coppieters 't Wallant (1909-1968).

## Alphonse de Smet de Naeyer
- Alphonse Auguste de Smet de Naeyer (Gent, 28 oktober 1828 - 27 september 1896) mocht vanaf 1876 de Naeyer aan de naam toevoegen en werd in 1886 in de erfelijke adel opgenomen. Hij trouwde in Leuven in 1874 met Adelaïde Quirini (1840-1928).
  - Christian de Smet de Naeyer (1876-1937) trouwde met barones Cecile van Loo (1883-1961). Met afstammelingen tot heden.

Bij gebrek aan afstammelingen bij de kinderen van Eugène de Smet de Naeyer (1813-1904) en van Fréderic de Smet de Naeyer (1822-1912) heeft alleen de afstamming van Alphonse de Smet de Naeyer (1828-1896) zich verder gezet tot in de eenentwintigste eeuw. Ze lijkt echter bij gebrek aan mannelijke afstammelingen (de laatste twee naamdragers, geboren in 1959 en 1961 zijn ongehuwd) ook de weg van het uitdoven op te gaan.